# Menominee (rivière)
Pour les articles homonymes, voir Menominee.
La rivière Menominee est un cours d'eau qui coule à la limite des États du Michigan et du Wisconsin aux États-Unis.
Elle est issue de la confluence de deux cours d'eau, la rivière Michigamme et la rivière Brule.
Après un parcours de 190 kilomètres de long, la rivière se jette dans le lac Michigan à la hauteur de la ville de Marinette située dans le Wisconsin et de la ville de Menominee dans le Michigan.
La rivière s'élargit à de nombreux endroits, formant autant de lacs réservoirs.
Le nom de la rivière vient de la tribu des Amérindiens Menominee qui vivait le long de son cours. Les Chippewa vivaient en amont de la rivière.

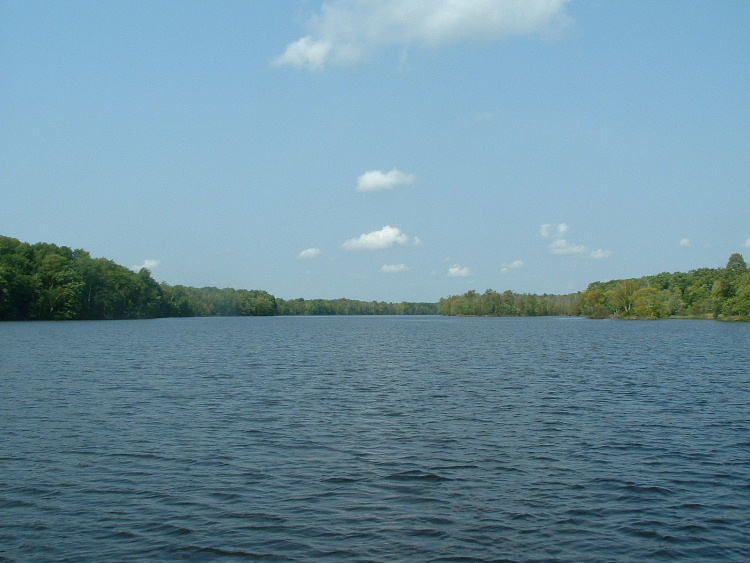
Vue de la rivière Menominee.